# Podogymnura
Podogymnura là một chi động vật có vú trong họ Erinaceidae, bộ Erinaceomorpha. Chi này được Mearns miêu tả năm 1905. Loài điển hình của chi này là Podogymnura truei Mearns, 1905.

## Các loài
Chi này gồm các loài: